# كالوس (مسلسل)
مسلسل تلفزيوني كويتي أنتج سنة 2017 من تأليف الكاتب علي الدوحان واخراج محمد عبد العزيز الطوالة .

## بطولة
زهرة عرفات، عبير أحمد، يعقوب عبد الله، حسين المهدي، شيلاء سبت ، جواهر، حسن إبراهيم، مها سالم، شهد عبد الله، علي الحمدان ، ميثم بدر ، فيصل فريد المفيدي،شهد  الكندري.

## ملخص القصة
تدور أحداث المسلسل في إطار من الغموض والإثارة حول أم لثلاث شقيقات وابن عمهم، تٌقتل في ظروف غامضة وتترك بناتها وابنها يتصارعون على الميراث الكبير الذي تركته، فما الذي سيحدث بينهم؟ وإلى ماذا سيؤدي الصراع؟